# Моларна маса
Моларна (или молна) маса е количествена характеристика, изразяваща масата на 1 mol вещество.
Молът е една от седемте основни единици на международната система единици и постулира точен брой частици (атоми, йони, молекули или различни субчастици), известен като число на Авогадро (приблизително равно на 6,023×1023). Ако се знае типът на частиците, един мол от тях ще се отъждестви с единствено възможно число, което е и моларната маса. Тъй като при вземането на един мол количество частици от природата изотопният състав ще бъде аналогичен на природния, моларната маса ще е средна характеристика с отчитане на разпространението на изотопите на изграждащите елементи в природата. Ако се взема конкретен изотопен състав, това се отбелязва.
В химията измерението на моларната маса се изразява с единицата g.mol-1 от практически съображения, въпреки че според Международната система единици би трябвало да се използва kg.mol-1. Във физиката моларната маса обикновено се изразява в kg.kmol-1.
Лесно може да се изчисли моларната маса на дадена молекула, като се използват стойностите на съставящите я химични елементи от Периодичната система на елементите. Там те са представени като стойности в единици за атомна маса, но могат да бъдат разглеждани и като масата на един мол от химичния елемент в грамове. Съпоставимостта им с количеството от даден химичен елемент, изразено в молове, позволява адитивно да се пресмята моларната маса на молекулите.
Освен моларна маса, съществува и понятието молекулна маса. Макар и числено понякога да съвпадат, тези понятия не са еквивалентни. Стриктно погледнато, молекулната маса е масата на една-единствена молекула, с отчитане на конкретните съставящи изотопи, и в този случай моларна и молекулна маса не са тъждествени. От практическа гледна точка често се отчита изотопният състав на съставящите химични елементи в природата и по този начин се изразява средна молекулна маса, числено равна на моларната маса. Единиците, в които се измерват средната молекулна маса и моларната маса, са различни.
При полимерни молекули не всяка полимерна верига е изградена от един и същи брой мономери. Да се говори за молекулна маса е неуместно, тъй като частиците не са от един тип (съдържат различен брой мономерни звена). Тогава се използват различни форми на средна моларна маса с отчитане на среден брой мономери във веригата на полимера.